# Горгисян, Мовсес Геворкович
Мовсес Геворкович Горгисян (арм. Մովսես Գորգիսյան, 3 декабря 1961, Ереван — 19 января 1990, Ерасхаван) — национальный герой Армении.

## Биография и деятельность
Мовсес Горгисян родился 3 декабря 1961 года в городе Ереван. В 1984 году окончил режиссёрское отделение факультета культуры Государственного педагогического института имены Хачатура Абовяна. С 1986 по 1987 год работал в Горисском драматическом театре.
С 1987 года — член Объединения национального самоопределения (ОНС), выступавшего за отделение Армении от Советского Союза, и редактор-основатель его журналов «Гласность» и «Родина».
28 мая 1988 — в первый раз поднял трёхцветный армянский флаг в Ереване, на площади Свободы.
В 1989 году стал одним из основателей «Армии независимости».
В период с 1987 по 1990 год шесть раз был арестован и по месяцу находился в изоляции.
19 января 1990 года ситуация в Ерасхаване резко обострилась, на высоте Ерасха Мовсес Горгисян получил пулевое ранение в спину, которое не было смертельным. Второе, смертельное, ранение он получил в голову.
20 сентября 1996 года указом президента Армении за выдающиеся заслуги перед родиной Мовсес Горгисян был посмертно удостоен высшего звания «Национальный Герой Армении».
Похоронен в Цицернакаберде.